# 台灣調查委員會
台灣調查委員會（簡稱：台調會），為抗日戰爭後期，中華民國所設立之機構，為接收台灣預做準備，並培養台灣接收幹部。

## 成立緣起
1943年11月，《開羅宣言》聲明「日本自中國人所得到的領土，如滿洲、台灣及澎湖群島，應該歸還給中華民國」。之後，蔣中正在1944年3月下令，在中央設計局之下成立「台灣調查委員會」(台調會)，作為收復台灣的籌備機構。1944年4月17日（《馬關條約》簽訂49週年），在重慶市中央設計局附近的棗子嵐埡彝園正式成立。

## 組織介紹

### 本部
組織章程中明確規定其任務為：一、搜集有關台灣資料；二、調查台灣實際狀況；三、研究有關台灣問題的意見及方案；四、編輯有關台灣的資料刊物。
陳儀為主任委員，沈仲九、王芃生、錢宗起、周一鶚、夏濤聲為委員，由於沒有一位台灣籍出身，至9月增聘李友邦、謝南光、黃朝琴、游彌堅、丘念台等臺灣本省人委員，其中陳儀是後來出任台灣首任台灣省行政長官兼台灣省警備總司令部總司令，台灣調查委員委員及台灣行政幹部訓練班所訓練出的人員，成為戰後台灣受降，及政府行政的主要骨幹。
台調會在主要工作期間（1944年4月—1945年4月），派任和聘任的人員有50名左右，台籍人士佔四分之一，包括：李萬居、林嘯鯤、劉啟光、宋斐如、連震東、謝掙強……等人。

### 附屬單位
台灣行政幹部訓練班：
1944年9月，國民政府通過了東北及台灣黨政幹部訓練辦法草案，決定在中央訓練團內，設台灣黨政幹部訓練班（後改名為台灣行政幹部訓練班）。陳儀派台調會委員黃朝琴負責物色教官、編配課程。每期預計調訓200多人，受訓期間，學員保留原職原薪，期限1年。並請各院部會和其他機關的主管官，選派在職薦任人員經過考試進入台訓班參訓。結果反應不夠熱烈，1944年12月25日，台訓班第1期開課時錄取120名，分為民政、財政金融、工商交通、農林漁牧、教育、司法六組訓練，為期4個月，訓練期滿後仍回原機關工作，聽候調遣。1945年4月20日結業時，還有部分課程沒有上完，戰事仍在繼續，第2期又難以為繼，於是將第1期延期結業。
台灣員警幹部講習班：
1944年9月1日，蔣中正指示台調會與中央警官學校會商辦理台灣員警幹部之訓練。台調會指派胡福相專門委員負責會辦事宜，在中央警官學校開辦台灣員警幹部講習班，並由他兼任講習班主任。10月2日開始授課至10月22日結業，1945年3月15日，在福建長汀舉辦第2期訓練班，兩次培訓都沒有招足預期人數，參加人員閩南籍較少福州人居多，共訓練了各級警務人員900多人。台灣員警幹部講習班的成員，則是接收台灣警務的主要負責人。
台灣銀行人員調訓班：
台調會還開辦了「台灣銀行人員調訓班」，招考國內外專科以上學校畢業生40多人，培訓儲備「接管台灣各銀行之總分行中級業務人員」。台調會謝南光、林忠擔任調訓班講師。
台灣土地問題研究會：
1945年2月24日成立，包括台調會專員以上人員（錢宗起、夏濤聲等8人），及地政署、中央設計局土地組的人員和立法委員。到1945年5月19日，共召開12次會議，就台灣土地現狀，及國民政府政策和台灣接管計畫討論、擬定具體實行辦法。
台灣公營事業研究會：
1945年3月6日成立，負責研究台灣接管後的公營事業的管理和發展。
台灣省警備總司令部：
1945年9月1日於重慶正式成立，國民政府將軍事接管台灣任務劃歸警備總部負責，警備總部依據「台灣省收復計畫大綱」，與美方連絡組共同研討，以軍事占領原則制訂「台灣省占領計畫」。10月7日，報請軍事委員會委員長蔣中正上將與陸軍總司令何應欽上將核准定案，並轉知陸軍第六十二軍軍長黃濤與陸軍第七十軍軍長陳孔達遵照辦理。

## 執行內容
台調會成立初，對台灣的瞭解極為缺乏，又無法實地調查。中央統計局台灣組，利用一些現有資料，及情報人員出入日本佔區時蒐集來的資訊，徐子為及潘公昭合作寫了《台灣縱覽》供台調會參考，其餘靠編譯日本出版對台灣地方資料、志書、法令、調查報告、地圖等理解台灣狀況。1944年11月，台灣調查委員調查選取了10萬分之1的台灣地圖，給軍令部翻印。12月24日，又編印了百萬分之一的台灣地圖送各機關參考。
1944年，台調會分類編輯了台灣狀況的書籍，分為行政制度、財政金融、貿易、交通、教育、衛生、戶政、社會、事業、員警制度、農業、林業、礦業等13種（到1945年3月，已編成19種資料，40多萬字）。並分類翻譯了台灣法令，分民政、財政金融、司法、農林漁牧、工商交通、教育6大類，約50萬字，由中央訓練團陸續出版。
1944年8月24日，台調會周一鶚委員出席了中央秘書處主辦的「東北台灣幹部人員訓練辦法商談會」，擬訂了訓練辦法要點呈報蔣中正批准。9月21日，台調會第6次委員會議，正式確定訓練台灣行政幹部及員警幹部。